# Link-local address
Link-Local Address — адреса сети, которые предназначены только для коммуникаций в пределах одного сегмента местной сети или магистральной линии. Они позволяют обращаться к хостам, не используя общий префикс адреса.
Подсети link-local не маршрутизируются: маршрутизаторы не должны отправлять пакеты с адресами link-local в другие сети.
Адреса link-local часто используются для автоматического конфигурирования сетевого адреса, в случаях, когда внешние источники информации об адресах сети недоступны.
Типичное использование link-local адресов — автоматическое конфигурирование IP-адресов в локальных сетях Ethernet. Адрес из диапазона link-local назначается ОС хоста автоматически в случае недоступности других источников информации, например сервера DHCP.

## Диапазоны и правила формирования адресов link-local

### IPv4
Для IPv4 в качестве link-local адресов выделена подсеть 169.254.0.0/16 (за исключением первой и последней /24 подсети, зарезервированных для этого же на будущее). Согласно RFC 3927 (2.1), для link-local адресов зарезервирован блок с 169.254.1.0 по 169.254.254.255.
Раздел 2.1 RFC 3927 требует, чтобы адрес формировался на основе генератора псевдослучайных чисел, инициализированного адресом MAC (при его наличии).

### IPv6
Для IPv6 в качестве link-local адресов выделена подсеть FE80::/10.
Согласно RFC 4862 (5.3) и RFC 4291 (2.5.1 и Appendix A), адрес формируется на основе так называемого «идентификатора интерфейса» IEEE EUI-64, уникального для интерфейса. В сетях Ethernet для его формирования используются адрес MAC (IEEE MAC-48, EUI-48), где в середину добавляют байты 0xFF и 0xFE и инвертируют U/L-бит (второй справа) в первом байте (слева). Например, из MAC адреса 00:21:2F:B5:6E:10 получится EUI-64 02:21:2F:FF:FE:B5:6E:10.